# Kumbakonam
Kumbakonam (tàmil கும்பகோணம் kumpakōṇam), també Coombaconum és una ciutat i municipi especial del districte de Thanjavur al Tamil Nadu a 40 km de Thanjavur (Tanjore) i 273 km de Chennai a 10° 58′ N, 79° 23′ E / 10.97°N,79.38°E. Fou anomenada la Cambridge de l'Índia per un important centre educatiu que es va fundar al segle xix, i també "Ciutat dels temples", pel gran nombre de temples que té. Al cens del 2001 apareix amb 140.021 habitants.

## Història
La història antiga té el seu centre a Pazhaiyaarai, a 8 km, que amb el nom de Malaikurram fou capital del coles al segle VII i va restar un centre de cultura bramànica. Una casa religiosa o math fundada per Sankaracharya, inclou valuosos llibres en sànscrit. Moltes capelles porten antigues inscripcions. Kumbakaon s'anomenava antigament Kudanthai que fou al segle X una de les capitals regionals dels coles. Després de la caiguda dels pandyes al segle xiv, Kumbakonam va passar successivament als sultans de Madura o Madurai, als rages de Vijayanagar, als nayaks de Madura (o Madurai), als nayaks de Tanjore i als marathes de Tanjore. Quan Kanchi fou envaïda per Haidar Ali, les institucions religioses hindús foren transferides temporalment al cap de pocs anys a Kumbakonam (vers 1785) i el matha fou el centre de l'espiritualitat hindú fins que fou traslladat altre cop a Kanchipuram després de 1960. Sota els britànics fou un centre bramànic important i en general de la religió hindú. El Government Arts College establert el 1867 fou un dels principals centres educatius fora de Madras (ciutat). La municipalitat es va crear el 1866.

## Demografia
- 1871: 44.444
- 1881: 50.098
- 1891: 54.307
- 1901: 59.673
- 1911: 64.647
- 1921: 60.700
- 1931:
- 1941:
- 1951: 92.581
- 1961:
- 1971: 113.130
- 1981: 132.832
- 1991: 150.502
- 2001: 140.021

## Temples
1. Adi Kumbheswarar. 

2. Nageswara Swami. 

3. Someswarar. 

4. Ramaswamy. 

5. Sarangapani. 

6. Chakrapani. 

7. SivaLingam a Darasuram. 

8. Oppiliappan (Uppiliyappan), Temple a 12 km de kumbakonam 

9. Raagu 

10. Murugan a Swamimalai. 

11. Pateeswaram. 

12. Kasi Viswanathar. 

13. Thirunageswaram. 

14. Navagraha. 

15. Thiruvalansuzhi Vinayakar. 

16. Thirbuvanan Sarabeswarer. 

17. Sarangapani .

18. Chakrapani. 

19. Ramaswamy 

### Temples propers
4. Thiruviyalur. 

5. Thirunageswaram. 

6. Thiruvidaimarudur. 

7. Thirukkodika.

8. Tenkurangaduthurai. 

9. Thiruneelakkudy. 

10. Thirumangalakkudi. 

11. Palaiyur.
12. Kalayanallur (Sakkotai). 

13. Thiru Chivapuram (Sivapuram). 

14. Karukkudy (Marudhanallur). 

15. Arisikaraiputhur(Azhagaputhur). 

16. Penu Perundurai. 

17. Thirunaraiyur. 

18. Penu Perundurai. 

19. Thirucherai. 

20. Thirunallam. 

21. Narayur Chitteswaram. 

22. Nalur Mayanam. 

23. Karuvili. 

24. Kudavayil(Kudavasal).
25. Pattesvaram. 

26. Thiruchathimutham. 

27. Aavur. 

28. Nallur. 

29. Pazhayarai Vadathali. 

30. Tiru palathurai.
31. Kottaiyur. 

32.Thiruvalanchuzhi.
33. Innambur. 

34. Thiruppurambiam. 

35. VijayaMangai. 

36. Tiruvaikavoor.
37. Thirundudevankudy. 

38. Thirucheynjalur. 

39. Thiruvappadi. 

40. Thiruppanandal.
41. Tiruvinnagar (Uppiliyappan Koil). 

42. Nachiyarkovil. 

43. Thirucherai.
44. Pullabhudangudi. 

45. Kapisthalam.
46. Nandipura Vinnagram
47. Aadanur.

48. Thiruvalliankudi. 